# The Wombats
The Wombats ist eine britische Alternative-Rock-Band aus Liverpool, die 2003 von Dan Haggis (Schlagzeug), Matthew „Murph“ Murphy (Gesang, Gitarre) und Tord Øverland-Knudsen (Bass) gegründet wurde.

## Geschichte
Haggis und Murphy, die beide in Liverpool aufgewachsen sind, lernten Øverland-Knudsen an der Liverpool Institute for Performing Arts kennen. Der aus Norwegen stammende Øverland-Knudsen war wegen des Studiums nach Liverpool gezogen. Sie gründeten die Band im Oktober 2003.
Ihre Debütsingle Lost in the Post erschien im Juli 2006 bei dem Label KIDS. Es folgten die Singles Moving to New York und Backfire at the Disco. Außerdem veröffentlichte die Band das Album Girls, Boys and Marsupials, welches allerdings nur in Japan erhältlich war.
2007 erschien nach Abschluss eines Plattenvertrages mit 14th Floor Records das erste Studioalbum für den internationalen Markt namens The Wombats Proudly Present: A Guide to Love, Loss & Desperation, das 43 Wochen in den britischen Albumcharts platziert war. Darauf folgte eine über 18 Monate andauernde Welttournee. 2008 spielte die Band auf vielen Festivals wie zum Beispiel dem berühmten Glastonbury Festival oder dem Frequency. Im gleichen Jahr erschien noch die Single Is This Christmas? gefolgt von My Circuitboard City.
Ihr zweites Album The Wombats Proudly Present: This Modern Glitch wurde am 25. April 2011 veröffentlicht.
Das dritte Studioalbum Glitterbug erschien im April 2015. Der Albumtitel ist eine Wortschöpfung aus den englischen Begriffen glitter (funkeln) und litterbug (Schmutzfink) und soll ausdrücken, dass etwas vordergründig glamourös und ansonsten hässlich sein kann. Mit diesem Album konnte sich die Band erstmals in den US-amerikanischen Billboard 200 Charts platzieren.
Im Februar 2018 wurde das vierte Studioalbum Beautiful People Will Ruin Your Life veröffentlicht, im Frühjahr 2022 folgte das fünfte Album Fix Yourself, Not the World. Das sechste Album Oh! The Ocean erschien im Februar 2025.

## Diskografie

### Alben
| Jahr | Titel                                | Höchstplatzierung, Gesamtwochen, AuszeichnungChartplatzierungen (Jahr, Titel, Platzierungen, Wochen, Auszeichnungen, Anmerkungen) | Höchstplatzierung, Gesamtwochen, AuszeichnungChartplatzierungen (Jahr, Titel, Platzierungen, Wochen, Auszeichnungen, Anmerkungen) | Höchstplatzierung, Gesamtwochen, AuszeichnungChartplatzierungen (Jahr, Titel, Platzierungen, Wochen, Auszeichnungen, Anmerkungen) | Höchstplatzierung, Gesamtwochen, AuszeichnungChartplatzierungen (Jahr, Titel, Platzierungen, Wochen, Auszeichnungen, Anmerkungen) | Höchstplatzierung, Gesamtwochen, AuszeichnungChartplatzierungen (Jahr, Titel, Platzierungen, Wochen, Auszeichnungen, Anmerkungen) | Anmerkungen                            |
| Jahr | Titel                                | DE | AT | CH | UK | US | Anmerkungen                            |
| ---- | ------------------------------------ | --- | --- | --- | --- | --- | -------------------------------------- |
| 2007 | A Guide to Love, Loss & Desperation  | — | — | — | UK11 Platin · (43 Wo.)UK | — | Erstveröffentlichung: 5. November 2007 |
| 2011 | This Modern Glitch                   | DE24 (2 Wo.)DE | AT38 (1 Wo.)AT | CH33 (1 Wo.)CH | UK3 Gold · (19 Wo.)UK | — | Erstveröffentlichung: 22. April 2011   |
| 2015 | Glitterbug                           | DE30 (1 Wo.)DE | AT62 (1 Wo.)AT | CH74 (1 Wo.)CH | UK5 Gold · (3 Wo.)UK | US91 (1 Wo.)US | Erstveröffentlichung: 13. April 2015   |
| 2018 | Beautiful People Will Ruin Your Life | DE39 (1 Wo.)DE | AT55 (1 Wo.)AT | CH57 (1 Wo.)CH | UK3 Gold · (7 Wo.)UK | US190 (1 Wo.)US | Erstveröffentlichung: 9. Februar 2018  |
| 2022 | Fix Yourself, Not the World          | DE38 (1 Wo.)DE | — | — | UK1 (2 Wo.)UK | — | Erstveröffentlichung: 14. Januar 2022  |
| 2025 | Oh! The Ocean                        | — | — | — | UK4 (1 Wo.)UK | — | Erstveröffentlichung: 14. Februar 2025 |

### EPs
- 2006: Girls, Boys and Marsupials (nur in Japan)
- 2007: The Wombats Go Pop! Pop! Pop! (nur in Japan)
- 2007: The Wombats EP (nur in den Vereinigten Staaten)
- 2011: The Wombats Proudly Present: This Acoustic Glitch
- 2015: Glitterbug B Sides EP

### Singles
| Jahr | Titel Album                                                     | Höchstplatzierung, Gesamtwochen, AuszeichnungChartplatzierungen (Jahr, Titel, Album, Platzierungen, Wochen, Auszeichnungen, Anmerkungen) | Höchstplatzierung, Gesamtwochen, AuszeichnungChartplatzierungen (Jahr, Titel, Album, Platzierungen, Wochen, Auszeichnungen, Anmerkungen) | Anmerkungen                                                  |
| Jahr | Titel Album                                                     | DE | UK | Anmerkungen                                                  |
| ---- | --------------------------------------------------------------- | --- | --- | ------------------------------------------------------------ |
| 2007 | Backfire at the Disco A Guide to Love, Loss & Desperation       | — | UK40 (6 Wo.)UK | Erstveröffentlichung: 9. April 2007                          |
| 2007 | Kill the Director A Guide to Love, Loss & Desperation           | — | UK35 Gold · (5 Wo.)UK | Erstveröffentlichung: 25. Juni 2007                          |
| 2007 | Let’s Dance to Joy Division A Guide to Love, Loss & Desperation | — | UK15 Platin · (12 Wo.)UK | Erstveröffentlichung: 8. Oktober 2007                        |
| 2008 | Moving to New York A Guide to Love, Loss & Desperation          | — | UK13 Platin · (16 Wo.)UK | Erstveröffentlichung: 14. Januar 2008 Wiederveröffentlichung |
| 2008 | Is This Christmas? –                                            | — | UK49 (1 Wo.)UK | Erstveröffentlichung: 15. Dezember 2008                      |
| 2009 | My Circuitboard City –                                          | — | UK69 (1 Wo.)UK | Erstveröffentlichung: 2. März 2009                           |
| 2010 | Tokyo (Vampires & Wolves) This Modern Glitch                    | DE78 (1 Wo.)DE | UK23 Gold · (7 Wo.)UK | Erstveröffentlichung: 24. September 2010                     |
| 2011 | Jump into the Fog This Modern Glitch                            | — | UK35 (5 Wo.)UK | Erstveröffentlichung: 24. Januar 2011                        |
| 2011 | Anti-D This Modern Glitch                                       | — | UK42 (3 Wo.)UK | Erstveröffentlichung: 11. April 2011                         |
| 2011 | Techno Fan This Modern Glitch                                   | — | UK60 Silber · (7 Wo.)UK | Erstveröffentlichung: 5. Juni 2011                           |

Weitere Singles
- 2006: Moving to New York
- 2007: Lost in the Post
- 2008: Bleeding Love
- 2011: Our Perfect Disease
- 2011: 1996
- 2013: Your Body is a Weapon
- 2015: Greek Tragedy (UK: Platin, US: Gold)
- 2015: Give Me a Try
- 2015: Be Your Shadow
- 2015: Emoticons
- 2017: Lemon to a Knife Fight (UK: Silber)
- 2017: Turn (UK: Gold)
- 2017: Cheetah Tongue (UK: Silber)
- 2018: Bee-Sting
- 2021: Method to the Madness

## Auszeichnungen für Musikverkäufe
| Silberne Schallplatte - Vereinigtes Königreich - 2024: für das Lied Pink Lemonade Goldene Schallplatte - Australien - 2011: für das Album A Guide to Love, Loss & Desperation - 2011: für das Album This Modern Glitch - 2011: für die Single Tokyo (Vampires & Wolves) |

Anmerkung: Auszeichnungen in Ländern aus den Charttabellen bzw. Chartboxen sind in ebendiesen zu finden.
| Land/RegionAuszeichnungen für Musikverkäufe (Land/Region, Auszeichnungen, Verkäufe, Quellen) | Silber     | Gold       | Platin     | Verkäufe  | Quellen     |
| -------------------------------------------------------------------------------------------- | ---------- | ---------- | ---------- | --------- | ----------- |
| Australien (ARIA)                                                                            | —          | 3× Gold3   | —          | 105.000   | aria.com.au |
| Vereinigte Staaten (RIAA)                                                                    | —          | Gold1      | —          | 500.000   | riaa.com    |
| Vereinigtes Königreich (BPI)                                                                 | 4× Silber4 | 6× Gold6   | 4× Platin4 | 4.400.000 | bpi.co.uk   |
| Insgesamt                                                                                    | 4× Silber4 | 10× Gold10 | 4× Platin4 |           |             |

## Nebenprojekte
Murphy betreibt das Soloprojekt Love Fame Tragedy. Bei der Namensgebung wurde er inspiriert durch eine gleichnamige Ausstellung Pablo Picassos im Tate Modern in London. Die erste EP erschien im September 2019, das erste Studioalbum Wherever I Go, I Want To Leave im Juli 2020.
Øverland-Knudsen bildet zusammen mit Marius Drogsås Hagen, dem Gründer der Band Team Me, das Musikprojekt Imitating Aeroplanes. Sie veröffentlichten 2017 das Studioalbum Planet Language.
Haggis hat als Solokünstler unter dem Namen Dan The Man bereits drei Studioalben veröffentlicht: Dan The Man im August 2012, Circadian Circus im Februar 2017 und Brightly Coloured Creatures im Januar 2021.
Unter dem Namen Sunship Balloon haben Øverland-Knudsen und Haggis im Jahre 2019 die EP Intergalactic Teacup Travel Centre und im September 2020 das erste Studioalbum Everywhen veröffentlicht.